# Syndic de Genève
Ne doit pas être confondu avec la fonction de maire de Genève.
Un syndic à Genève était l'un des quatre élus détenteurs d'une partie du pouvoir exécutif, depuis en tout cas le début du XIVe siècle jusqu'en 1792, puis également de 1814 à 1847.

## Histoire de la fonction
La fonction de syndic apparait avec le mouvement communal au milieu du XIIIe siècle lorsque les marchands et artisans se regroupent pour lutter contre la puissance seigneuriale de l’évêque de Genève. En 1309, l’évêque Aymon de Quart doit reconnaître aux citadins le droit de former une commune et de nommer des procureurs ou syndics. En 1387, les franchises de l'évèque Adhémar Fabri confirment aux citoyens et bourgeois de la ville réunis en Conseil général le droit d'élire chaque année quatre d'entre eux en qualité de procureur ou syndic. Plus tard, ils seront nommés par le Conseil des Deux-Cents. Les Syndics de Genève sont abolis en 1847.

## Fonction
Élus pour un an, quatre syndics exercent, au nom de l'ensemble des citoyens, les responsabilités suivantes :
- police, la justice criminelle;
- la défense de la ville et les affaires militaires ;
- la surveillance des hôpitaux et des écoles, les travaux publics ;
- les finances de la communauté.

Une fois élus, les syndics choisissent les membres de leur gouvernement - appelé Petit Conseil - parmi un nombre restreint de familles genevoises. Le premier syndic est le chef du Petit Conseil.
Ce système d’emboîtement des conseils et de cooptation réciproque octroyait en fait le pouvoir à quelques-uns et constituait une élite patricienne détentrice du pouvoir. Les luttes seront nombreuses entre les bourgeois du Conseil général et les patriciens des conseils : Petit Conseil, Conseil des Deux-Cents et Conseil des Soixante sans mentionner les révoltes populaires contre cette oligarchie.
Cette organisation disparaîtra en décembre 1792 dans les troubles provoqués par la Révolution française mais sera restaurée en 1814, pour être finalement définitivement abolie en 1847.

## Syndics de Genève connus

### Syndics du régime épiscopal
Des membres des familles Lullin et de Chapeaurouge ont été syndics avant la Réforme.
- Raimond d’Orsière (env. 1375 - ), premier syndic en 1403, 1416, 1419 et 1431[4].
- Pierre Pécolat, syndic en 1409[5].
- Jean d'Orsière (env. 1415 - 1478), syndic en 1448 et 1454, premier syndic en 1465, 1470, 1474 et 1476[6].
- Étienne Pécolat, syndic en 1483[5].
- Amblard d’Orsière (env. 1462 - ), syndic en 1488[7].
- Pierre d’Orsière (env. 1465 - ), douze fois syndic entre 1491 et 1522[8],[9].
- Antoine Pécolat, syndic en 1504[5].
- Claude Richardet (env. 1470 - 1540), syndic en 1517 et 1524, premier syndic en 1531 et 1538[10],[9].
- Claude Vandel (av. 1487 - 1523), syndic en 1518, 1519 et 1523[11]
- Ami de Chapeaurouge (? - c. 1544), syndic en 1534 et 1538[12].
- François Duvillard, syndic en 1534[13].

### Syndics de larépublique de Genève
- Ami Perrin (en) (~1500 - 1561), Syndic en 1545 et premier syndic de 1549 à 1553[14].
- Jean de La Maisonneuve ( - 1558), syndic en 1556[15].
- Claude de La Maisonneuve ( - 1579), quatre fois syndic de 1560 à 1576[15].
- Michel Roset (1534-1613), syndic sans interruption de 1560 à 1612, premier syndic tous les 4 ans[16].
- François de La Maisonneuve ( - 1609), six fois syndic de 1584 à 1604[15].
- Jean Duvillard (1539-1610), six fois syndic entre 1587 et 1610[17].
- Jean Rilliet (1546 - 1616), syndic en 1601[18].
- Philibert Blondel (1555-1606), syndic de la garde en 1602 (en particulier pendant la nuit de l'Escalade), exécuté pour trahison le 1er septembre 1606[19].
- Jean de La Maisonneuve (1552 - 1608), syndic en 1607[15].
- Daniel Roset (1558-1622), syndic en 1621[20].
- Etienne Rilliet (1582 - 1655), cinq fois syndic[18].
- Jacques Godefroy (1587-1652), premier syndic en 1637, 1641, 1645 et 1649[21].
- Pierre Lullin (1590-1654)[22]
- Marc Roset (?-1677), six fois syndic[20].
- Jacob Andrion, deuxième mari d'Elisabeth Baulacre, syndic en 1655[23].
- Jean Du Pan (1608-1684)[24].
- Jean Trembley[25].
- Jean Buisson[26].
- Gabriel de La Maisonneuve (1618 - 1686), trois fois syndic de 1660 à 1668 et quatre fois premier syndic de 1672 à 1684[15].
- Jean Lullin (1619-1676), quatre fois syndic entre 1661 et 1673[27]
- Étienne Rocca (1668-1696), huit fois syndic et premier syndic entre 1668 et 1696[28].
- Michel Trembley (1631-1713), sept fois syndic entre 1672 et 1696[29].
- Jean-Antoine Lullin (1627-1708), quatre fois syndic entre 1688 et 1700[30].
- Jean-Robert Chouet (1642-1731), syndic en 1699, 1703 et 1707; premier syndic en 1711, 1715 et 1719[31].
- Robert Rilliet (1644 - 1728)[18].
- Horace-Bénédict Turrettini (1651-1728)[32].
- Daniel Le Clerc (1652-1728), syndic de 1704 à 1728[33].
- Jacques Rilliet (1672 - 1750)[18].
- Pierre Gautier, premier syndic en 1713, 1717 et 1721[34].
- Jean-Louis Chouet (1678-1756), neuf fois syndic tous les quatre ans de 1723 à 1755[35].
- Jacob de Chapeaurouge (1669-1744), syndic en 1724. 1728 et 1732[36].
- Jean Trembley (1674-1745), trois fois syndic entre 1726 et 1734[37].
- Louis Le Fort (1668-1743), premier syndic en 1730 et 1734[38].
- Michel Lullin de Châteauvieux, trois fois syndic entre 1740 et 1748[39].
- François Calandrini (1677-1750)[40].
- Pierre Rilliet (1692 - 1750)[18].
- Jean Cramer (1747-1773), cinq fois syndic entre 1747 et 1763[41].
- Jean-Louis Calandrini (1703-1758), syndic en 1757[42].
- Jean Jallabert (1712-1768), syndic de 1765 à 1768[43].
- Barthélemy Rilliet (1715 - 1782)[18].
- Gédéon Turretini (1723-1782), syndic en 1771 et 1775, premier syndic en 1779[44].
- Ami Rilliet (1730 - 1796)[18].
- Robert-Guillaume Rilliet (1719 - 1806)[18].
- Augustin de Candolle (1736-1820), plusieurs fois syndic à l'époque de la révolution genevoise, condamné à mort par contumace en 1794[45].
- Ami Lullin (1748-1816), syndic en 1790, et premier syndic en 1814-1815, pendant la Restauration genevoise[46].
- Esaïe Gasc (1748-1813), syndic en 1794[47].
- Jean-Bénédict Humbert (1749-1819), syndic en 1794-1795[48]
- Joseph Des Arts (1743-1827), syndic en 1814-1815, pendant la Restauration genevoise[49].

### Syndics ducanton de Genève
- David Charles Odier (1765-1850), neuf fois syndic entre 1816 et 1832[50].
- André-Richard Calandrini (1762-1826)[40], syndic de la garde en 1824[51].
- Jean-Charles Trembley (1764-1846), premier syndic en 1819 et 1821[52].
- Jean-Jacques Rigaud (1785-1854), onze fois premier syndic entre 1825 et 1843[53].
- Jean-Louis Rieu (1788-1868), syndic de la garde en 1830 et 1832, premier syndic en 1834, 1836, 1838 et 1840[54].
- Charles-Léonard Lullin (1781-1847), six fois syndic entre 1833 et 1842[55].